# Łodiejnoje Pole
Łodiejnoje Pole – miasto w Rosji, w obwodzie leningradzkim, 244 km na północny wschód od Petersburga. W 2009 liczyło 21 962 mieszkańców.
Znajduje się tu stacja kolejowa Łodiejnoje Pole, będąca węzłem linii Wołchow - Murmańsk z linią do Janisjarwi.